# Copa FMF (Mato Grosso)
De Copa FMF (voluit Copa Federação Mato Grossense de Futebol) is de staatsbeker voor voetbalclubs van de Braziliaanse staat Mato Grosso en wordt georganiseerd door de FMF. De competitie wordt meestal gespeeld in het tweede deel van het seizoen. De winnaar plaatst zich voor de Copa do Brasil van het daaropvolgende jaar. Tot 2013 was de naam van de competitie Copa Governador de Mato Grosso. In november 2024 werd er door de clubs beslist om het toernooi af te voeren. 

## Winnaars
- 2004  Luverdense
- 2005  Operário FC
- 2006  Cacerense
- 2007  Luverdense
- 2008  Araguaia
- 2009  Vila Aurora
- 2010  Cuiabá
- 2011  Luverdense
- 2012  Mixto
- 2013  Rondonópolis
- 2014 Niet gespeeld
- 2015  Dom Bosco
- 2016  Cuiabá
- 2017  União
- 2018  Mixto
- 2019  Luverdense
- 2020 - Geannuleerd vanwege de coronapandemie
- 2021  União
- 2022  Nova Mutum
- 2023  Mixto